# Бретт Андерсон
Бретт Льюіс Андерсон (англ. Brett Lewis Anderson; нар. 29 вересня 1967, Хейвард Хіс, Лондон, Англія) — британський співак та автор-виконавець. Він найбільш відомий як фронтмен гурту «Suede» — одного з ключових гуртів на британській рок-сцені 90-х. Коли Suede розпалися, він став учасником «The Tears», колективу, зібраного колишнім гітаристом Suede Бернардом Батлером.
З 2007 по 2011 рік він встиг випустити чотири сольних альбоми.
У 2010 «Suede», разом з Бреттом, поновили свою концертну діяльність. У 2013 році вийшов 6 студійний альбом Bloodsports.